# ウィリアムズ・FW36
ウィリアムズ・FW36 (Williams FW36) は、ウィリアムズが2014年のF1世界選手権参戦用に開発したフォーミュラ1カー。
2014年1月23日にイメージ図を公開した。 開幕戦までにマルティーニ・エ・ロッシとスポンサー契約を結び、白地に青赤ストライプのマルティーニ・カラーをまとい2014年を戦うことになった。

## スペック

### シャーシ
- シャーシ名：FW36[3]
- シャーシ構造：カーボンファイバー/ハニカムコンポジット構造
- ブレーキキャリパー：APレーシング
- ブレーキディスク・パッド：APレーシング ベンチレーテッド式カーボンファイバーディスクブレーキ
- サスペンション：前後独立懸架 前輪プッシュロッド式/後輪プルロッド式トーションスプリング
- ギアボックス：ウィリアムズ製 縦置き セミオートマチック・シーケンシャル電子制御（クイックシフト） 8速＋リバース1速
- ホイール：RAYS 鍛造マグネシウムホイール
- 重量：691kg（冷却水・潤滑油・ドライバーを含む）
- タイヤ：ピレリ P-Zero
- 全長：5,000mm
- 全高：950mm
- 全幅：1,800mm

### エンジン
- エンジン名：メルセデス PU106A Hybrid
- 気筒数・角度：V型6気筒・90度
- 排気量：1,600cc
- 最高回転数：15,000rpm（レギュレーションで規定）
- シリンダーブロック：砂型鋳造アルミニウム製
- ターボ：シングル
- バルブ数：24
- バルブ駆動：圧搾空気式

### ERS システム
- メーカー：メルセデスAMG F1 HPP
- バッテリー出力：4MJ（1周あたり）
- MGU-K 出力：120kW
- MGU-K 最高回転数：50,000 rpm
- MGU-H 最高回転数：125,000 rpm

## 記録
| 年   | No. | ドライバー | 1   | 2   | 3   | 4   | 5   | 6   | 7   | 8   | 9   | 10  | 11  | 12  | 13  | 14  | 15  | 16  | 17  | 18  | 19  | ポイント | ランキング |
| 年   | No. | ドライバー | AUS | MAL | BHR | CHN | ESP | MON | CAN | AUT | GBR | GER | HUN | BEL | ITA | SIN | JPN | RUS | USA | BRA | ABU | ポイント | ランキング |
| ---- | --- | ---------- | --- | --- | --- | --- | --- | --- | --- | --- | --- | --- | --- | --- | --- | --- | --- | --- | --- | --- | --- | -------- | ---------- |
| 2014 | 19  | マッサ     | Ret | 7   | 7   | 15  | 13  | 7   | 12† | 4   | Ret | Ret | 5   | 13  | 3   | 5   | 7   | 11  | 4   | 3   | 2   | 320      | 3位        |
| 2014 | 77  | ボッタス   | 5   | 8   | 8   | 7   | 5   | Ret | 7   | 3   | 2   | 2   | 8   | 3   | 4   | 11  | 6   | 3   | 5   | 10  | 3   | 320      | 3位        |

- 太字はポールポジション、斜字はファステストラップ
- † 印はリタイアだが、90%以上の距離を走行したため規定により完走扱い。